# Arnouville
Arnouville, anciennement Arnouville-lès-Gonesse , est une commune française située dans le département du Val-d'Oise en région Île-de-France.

## Géographie

### Description
La commune s'étend sur 2,84 km2 à l'extrémité sud-est du Val-d'Oise, à 18 km au nord de Paris (12 km de la porte de la Chapelle).

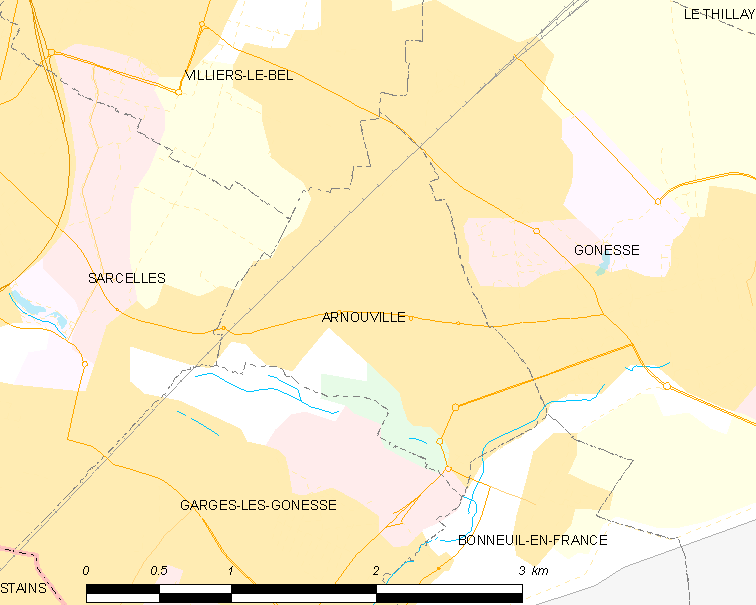
Carte de la commune.
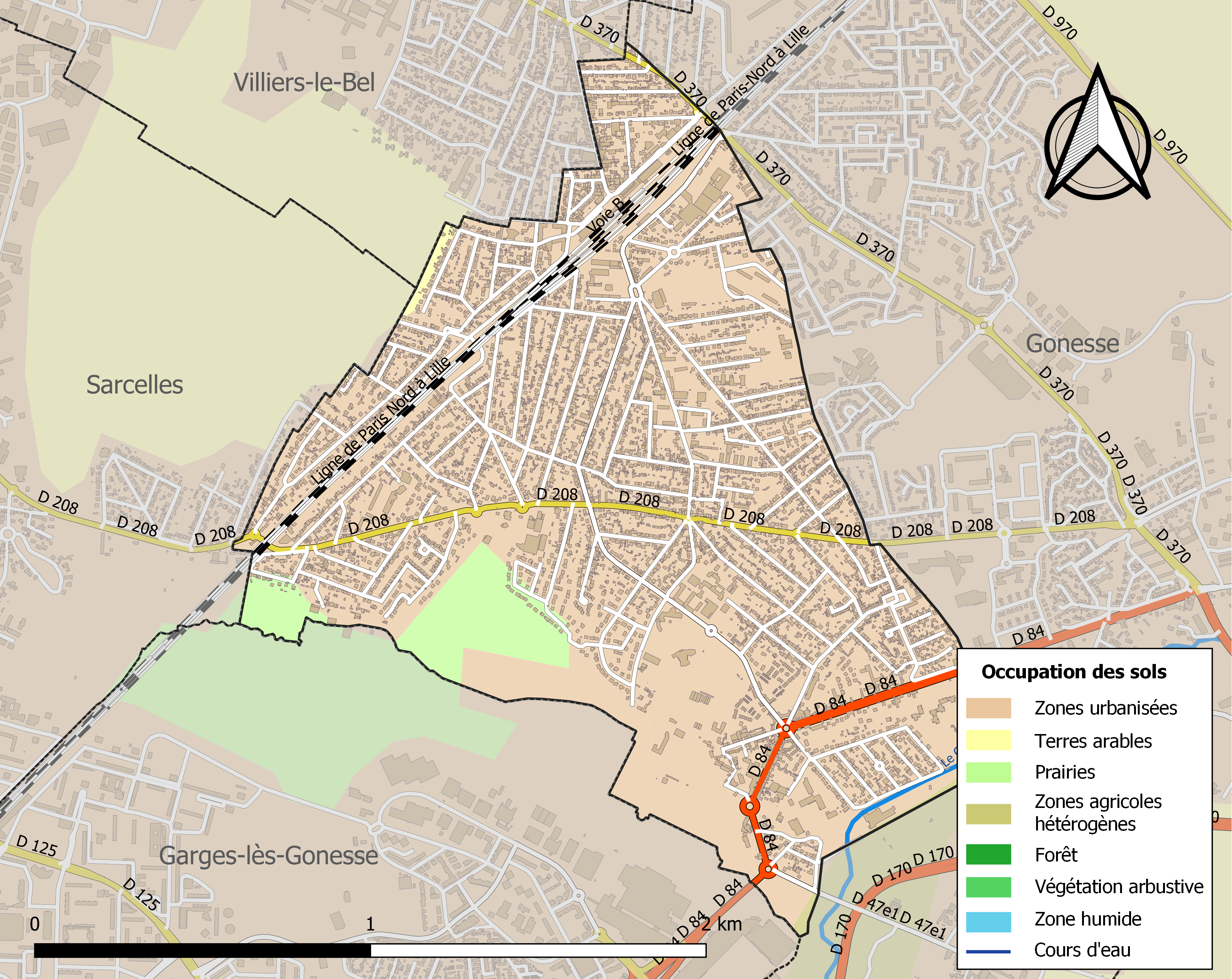
Occupation des sols.

### Communes limitrophes
|           | Villiers-le-Bel    |                    |
| Sarcelles | Arnouville         | Gonesse            |
|           | Garges-lès-Gonesse | Bonneuil-en-France |

### Voies de communication et transports
La commune est desservie par le   avec la gare située sur son territoire : gare de Villiers-le-Bel - Gonesse - Arnouville.
La ville est desservie par diverses lignes de bus :
- les lignes 250, 268, 270 et 370 du réseau de bus RATP ;
- les lignes 11, 20, 22, 23, 24, 25, 35, 36, 37 et 9502 du Réseau de bus Roissy Ouest.

### Climat
Pour des articles plus généraux, voir Climat de l'Île-de-France et Climat du Val-d'Oise.
En 2010, le climat de la commune est de type climat océanique dégradé des plaines du Centre et du Nord, selon une étude du CNRS s'appuyant sur une série de données couvrant la période 1971-2000. En 2020, Météo-France publie une typologie des climats de la France métropolitaine dans laquelle la commune est exposée à un climat océanique altéré et est dans la région climatique Sud-ouest du bassin Parisien, caractérisée par une faible pluviométrie, notamment au printemps (120 à 150 mm) et un hiver froid (3,5 °C).
Pour la période 1971-2000, la température annuelle moyenne est de 11,5 °C, avec une amplitude thermique annuelle de 15,2 °C. Le cumul annuel moyen de précipitations est de 680 mm, avec 10,6 jours de précipitations en janvier et 7,9 jours en juillet. Pour la période 1991-2020, la température moyenne annuelle observée sur la station météorologique la plus proche, située sur la commune de Bonneuil-en-France à 3 km à vol d'oiseau, est de 12,1 °C et le cumul annuel moyen de précipitations est de 616,3 mm,. Pour l'avenir, les paramètres climatiques de la commune estimés pour 2050 selon différents scénarios d'émission de gaz à effet de serre sont consultables sur un site dédié publié par Météo-France en novembre 2022.
| Mois                                  | jan.             | fév.             | mars            | avril           | mai             | juin           | jui.           | août           | sep.           | oct.            | nov.            | déc.             | année      |
| ------------------------------------- | ---------------- | ---------------- | --------------- | --------------- | --------------- | -------------- | -------------- | -------------- | -------------- | --------------- | --------------- | ---------------- | ---------- |
| Température minimale moyenne (°C)     | 2,3              | 2,1              | 4,2             | 6,3             | 9,8             | 13             | 14,9           | 14,6           | 11,5           | 8,8             | 5,2             | 2,8              | 8          |
| Température moyenne (°C)              | 4,9              | 5,4              | 8,4             | 11,2            | 14,7            | 18             | 20,2           | 20             | 16,5           | 12,7            | 8,1             | 5,4              | 12,1       |
| Température maximale moyenne (°C)     | 7,5              | 8,7              | 12,6            | 16,1            | 19,6            | 23             | 25,5           | 25,4           | 21,5           | 16,5            | 11,1            | 7,9              | 16,3       |
| Record de froid (°C) date du record   | −18,2 17.01.1985 | −16,8 14.02.1956 | −9,6 07.03.1971 | −3,7 01.04.1931 | −1,6 06.05.1957 | 0,9 13.06.1935 | 3,5 09.07.1929 | 1,9 01.08.1923 | 0,1 24.09.1931 | −5,6 30.10.1985 | −9,5 28.11.1921 | −15,1 16.12.1925 | −18,2 1985 |
| Record de chaleur (°C) date du record | 16,1 27.01.03    | 20,8 28.02.1960  | 25,5 31.03.21   | 31,9 18.04.1949 | 35 24.05.1922   | 36,9 27.06.11  | 42,1 25.07.19  | 40,2 12.08.03  | 35,3 09.09.23  | 29,4 04.10.1921 | 21,3 08.11.15   | 17,2 16.12.1989  | 42,1 2019  |
| Ensoleillement (h)                    | 574              | 737              | 1 293           | 171             | 1 894           | 203            | 2 132          | 2 064          | 1 616          | 1 113           | 637             | 543              | 16 342     |
| Précipitations (mm)                   | 46,8             | 41,1             | 43,9            | 43,1            | 60,5            | 53,8           | 56,3           | 52,5           | 44,6           | 56,7            | 53,6            | 63,4             | 616,3      |

## Urbanisme

### Typologie
Au 1er janvier 2024, Arnouville est catégorisée grand centre urbain, selon la nouvelle grille communale de densité à sept niveaux définie par l'Insee en 2022.
Elle appartient à l'unité urbaine de Paris, une agglomération inter-départementale regroupant 407  communes, dont elle est une commune de la banlieue,,. Par ailleurs la commune fait partie de l'aire d'attraction de Paris, dont elle est une commune du pôle principal,. Cette aire regroupe 1 929 communes,.

### Morphologie urbaine
La ville est principalement résidentielle et pavillonnaire. À la différence des villes limitrophes, Arnouville ne compte aucune cité. Le quartier commerçant est situé autour de la gare RER Villiers-le-Bel - Gonesse - Arnouville. Sur le nombre d'établissements actifs, il y a 20 % d'entreprises de construction et 20 % de « commerces et réparation automobiles ».
La ville compte diverses épiceries, un Auchan, et un Lidl.

### Projet d'aménagement
L'avenue du Parisis passera par Arnouville.

## Toponymie
Arnoni villa au IXe siècle, Arnonvilla, Villa Ermain au Xe siècle, Emonvilla.
Durant le XIe siècle, le village porte le nom du propriétaire du principal domaine, un certain Ermenoldis ou Ermenoldu. Le bourg s’appelait alors Ermenouville. Ermenovilla au XIIe siècle, Ermenolvilla en 1124, Hermenovilla en 1251, Ermenovilla juxta Gonessiam au XIIIe siècle, Hermenonisvilla.
C'est en 1757 que le bourg prend le nom définitif d’Arnouville, sous l’influence du Comte J.-B. Machault. La ville s’appelle Arnouville-lès-Gonesse, pour ne pas être confondue avec Arnouville-lès-Mantes. Arnonville en 1794, la commune est rebaptisée Arnouville en 1801, puis Arnouville-lès-Gonesse en 1843.
Le 8 juillet 2010, le Premier ministre autorise le changement de nom de la commune : Arnouville redevient le nom officiel de la commune.

## Histoire
La terre d'Arnouville fut en 1757, érigée en comté en faveur de Jean-Baptiste de Machault d'Arnouville, garde des sceaux et ancien contrôleur général des finances de Louis XV. Le château que ce seigneur y fit bâtir n'est qu'en partie réalisé.
Après sa disgrâce, pendant plus de trente ans il vécut oublié de tous d'abord dans sa terre d'Arnouville-lès-Gonesse, où il avait entrepris en 1750 de faire construire par les architectes Contant d'Ivry et Chevotet un vaste château moderne dans un parc. L'ensemble, qui ne fut pas achevé, les travaux ayant sans doute été interrompus avec la disgrâce de Machault, devait être grandiose : le bâtiment qui a subsisté, en équerre, comporte 18 fenêtres et lucarnes de façade et l'aile en retour projetée n'a jamais été construite. Le marquis d'Argenson avait noté dans une lettre de 1751 : « il fait des dépenses folles à son château d'Arnouville-lès-Gonesse : il y a abattu le village et fait devant sa maison une place publique grande comme la place Vendôme ; il espère que le roi y passera en venant de Compiègne, et il y fait passer le chemin. »
À la suite de plusieurs partages au XIXe siècle, le château échoit en 1868 au comte de Choiseul d'Aillecourt, qui le vend en 1872 à la baronne Nathaniel de Rothschild (1825-1899); celle-ci entreprend de dépouiller le château de ses ferronneries du XVIIIe siècle pour les faire remonter dans l'abbaye des Vaux-de-Cernay, dont elle fait l'acquisition en 1873. C'est ainsi que disparaissent une partie de la ferronnerie du grand escalier et la monumentale grille d'entrée, dessinée par Contant d'Ivry et réalisée par Nesle, artisan serrurier du village.
Louis XVIII resta à Arnouville pendant les trois jours qui précédèrent son entrée à Paris. C'est là que le 7 juillet 1815, 3 000 hommes de la garde nationale de Paris se rendirent pour complimenter le roi.
Cette commune abrite une importante communauté arménienne.
C'est le 28 juin 1915, durant la Première Guerre mondiale que le Centre d'instruction du tir contre aéronefs est installé à Arnouville-lès-Gonesse.

### Communauté arménienne
Les Arméniens exterminés à partir de 1915 dans l'Empire ottoman débarquent  à Marseille au tout début des années 1920. De nombreuses familles remontent la vallée du Rhône jusqu'à Paris. Les premiers Arméniens arrivent à Arnouville à partir de 1922. Ils venaient d’Anatolie, des villes : Amasya, Afyon ou de grandes villes comme Istanbul, Ankara, Kütahya. Ils s’installèrent dans le quartier de la Fosse aux poissons et s’orientèrent vers des activités commerciales et artisanales.

## Politique et administration

### Rattachements administratifs et électoraux
Antérieurement à la loi du 10 juillet 1964, la commune faisait partie du département de Seine-et-Oise. La réorganisation de la région parisienne en 1964 fit que la commune appartient désormais au département du Val-d'Oise et son arrondissement de Sarcelles, après un transfert administratif effectif au 1er janvier 1968.
Pour l'élection des députés, la commune fait partie depuis 1986 de la huitième circonscription du Val-d'Oise.
Elle faisait partie de 1793 à 1967 du canton de Gonesse du département de Seine-et-Oise. Lors de la mise en place du Val-d'Oise, elle est rattachée en 1967 au canton de Garges-lès-Gonesse puis, en 1976, au canton de Villiers-le-Bel. Dans le cadre du redécoupage cantonal de 2014 en France, Arnouville est désormais intégrée au canton de Garges-lès-Gonesse.
Arnouville fait partie de la juridiction d’instance de Gonesse, et de grande instance ainsi que de commerce de Pontoise,.

### Intercommunalité
Arnouville était membre de la communauté d'agglomération Val de France, créée en 1997.
Dans le cadre de la mise en œuvre de la loi MAPAM du 27 janvier 2014, qui prévoit la généralisation de l'intercommunalité à l'ensemble des communes et la création d'intercommunalités de taille importante, cette intercommunalité est fusionnée le 1er janvier 2016 avec la communauté d'agglomération Roissy Porte de France et une partie de la communauté de communes Plaines et Monts de France proche de l'Aéroport de Paris-Charles-de-Gaulle.
C'est ainsi que la commune est désormais membre de la communauté d'agglomération Roissy Pays de France.

### Liste des maires
| Période                                  | Période                       | Identité          | Étiquette                          | Qualité |
| ---------------------------------------- | ----------------------------- | ----------------- | ---------------------------------- | --- |
| Les données manquantes sont à compléter. |                               |                   |                                    | |
| 1934                                     | 1940                          | Antoine Demusois  | PCF                                | Employé chemin de fer Député de Seine-et-Oise |
| 1941                                     | 1945                          | Emile Chaboussant |                                    | |
| mai 1945                                 | octobre 1947                  | Antoine Demusois  | PCF                                | Employé chemin de fer Député de Seine-et-Oise |
| octobre 1947                             | mars 1977                     | Paul Mazurier     | SFIO                               | Publiciste |
| mars 1977                                | juin 1998                     | Claude Bigel      | PSD puis UDF                       | Entrepreneur Conseiller régional d'Île-de-France (1994 → 1998)                                                                                        |
| juin 1998                                | novembre 2015                 | Michel Aumas      | UDF puis UMP puis UDI (PR) puis LR | Ingénieur retraité Conseiller départemental de Garges-lès-Gonnesse (2015 → ) Démissionnaire à la suite de son élection comme conseiller départemental |
| 26 novembre 2015                         | En cours (au 11 juillet 2020) | Pascal Doll       | LR                                 | Vice-président (2016 → 2020) puis président (2020 → ) de la CA Roissy Pays de France Réélu pour le mandat 2020-2026,                                  |

### Jumelages
- Miltenberg depuis 1982.

## Population et société

### Démographie
L'évolution du nombre d'habitants est connue à travers les recensements de la population effectués dans la commune depuis 1793. Pour les communes de plus de 10 000 habitants les recensements ont lieu chaque année à la suite d'une enquête par sondage auprès d'un échantillon d'adresses représentant 8 % de leurs logements, contrairement aux autres communes qui ont un recensement réel tous les cinq ans,.

En 2022, la commune comptait 14 898 habitants, en évolution de +3,8 % par rapport à 2016 (Val-d'Oise : +4 %, France hors Mayotte : +2,11 %).
| 1793 | 1800 | 1806 | 1821 | 1831 | 1836 | 1841 | 1846 | 1851 |
| ---- | ---- | ---- | ---- | ---- | ---- | ---- | ---- | ---- |
| 340  | 311  | 242  | 273  | 277  | 275  | 293  | 281  | 355  |

| 1856 | 1861 | 1866 | 1872 | 1876 | 1881 | 1886 | 1891 | 1896 |
| ---- | ---- | ---- | ---- | ---- | ---- | ---- | ---- | ---- |
| 342  | 373  | 446  | 394  | 453  | 492  | 459  | 452  | 488  |

| 1901 | 1906 | 1911 | 1921  | 1926  | 1931  | 1936  | 1946  | 1954  |
| ---- | ---- | ---- | ----- | ----- | ----- | ----- | ----- | ----- |
| 519  | 606  | 909  | 1 677 | 4 020 | 6 285 | 6 879 | 6 552 | 7 932 |

| 1962   | 1968   | 1975   | 1982   | 1990   | 1999   | 2006   | 2011   | 2016   |
| ------ | ------ | ------ | ------ | ------ | ------ | ------ | ------ | ------ |
| 10 227 | 11 114 | 11 085 | 10 530 | 12 223 | 12 291 | 12 833 | 13 737 | 14 353 |

| 2021   | 2022   | - | - | - | - | - | - | - |
| ------ | ------ | - | - | - | - | - | - | - |
| 14 585 | 14 898 | - | - | - | - | - | - | - |

### Enseignement
La ville compte quatre écoles maternelles et quatre écoles primaires. En ce qui concerne l'enseignement secondaire, elle est dotée de deux collèges (un public, Jean-Moulin, et un privé, Saint-Didier) et d'un lycée d’enseignement professionnel (Virginia-Henderson).
Au collège Jean-Moulin, l'option proposée est le latin et les langues vivantes l'anglais, l'allemand et l'espagnol. Le taux de réussite au brevet en 2009 est de 58,6 %. Il monte en 2013 à 72,6 % (avec un taux de mention de 31,5 %). En France, 91,2 % des collèges ont des résultats au moins équivalents à ceux-ci[réf. nécessaire].

## Sport
La ville possède près de 15 associations sportives.

## Culture locale et patrimoine

### Lieux et monuments
Arnouville compte trois monuments historiques sur son territoire.
- Église Saint-Denis, rue du Ratelier (inscrite au titre des monuments historiques en 1986[34]) : 
C'est une œuvre méconnue de l'architecte néo-classique Jean-Baptiste Chaussard, qui a été achevée en 1782, quelques années seulement avant la Révolution française. 
Elle remplace l'église médiévale, de fondation très ancienne, qui se situait dans le parc du château d'Arnouville. La reconstruction s'inscrit dans un projet urbanistique de grande ampleur voulu par le comte Jean-Baptiste de Machault d'Arnouville, qui porte à la fois sur le château et son domaine, et sur le village. Chaussard mène un discours architectural pauvre, et se passe de tout décor sculpté. À l'extérieur, seule la façade a bénéficié de soins décoratifs. 
À l'intérieur, deux colonnades d'ordre dorique apportent une subdivision en trois vaisseaux. Avec l'entablement aux multiples strates de modénature et le fronton en arc de cercle qui domine la niche du retable du maître-autel, ce sont les seuls éléments qui structurent l'espace. Les deux retables latéraux au chevet des collatéraux, qui se basent sur l'ordonnancement du portail, sont toutefois indissociables du développement architectural de l'édifice, et rompent avec la nudité des murs qui règne ailleurs[35].
- Château d'Arnouville (inscrit au titre des monuments historiques en 2000[36]) : ce long bâtiment de style classique, sans étage mais avec une mansarde, a été construit entre 1750 et 1758 selon les plans de l'architecte Pierre Contant d'Ivry, pour le compte de Jean-Baptiste de Machault d'Arnouville, ministre du roi Louis XV. Les descendants de Machault d’Arnouville y résidèrent et s’y succédèrent jusqu’en 1868. 
Le château abrite aujourd'hui une école d'horticulture (l’Institut thérapeutique, éducatif et pédagogique, ITEP, Pierre-Male, qui forme des adolescents présentant des troubles du comportement), dont les élèves assurent l'entretien du parc à la française. Une orangerie contemporaine du château subsiste comme dernier élément des vastes dépendances. La grille d'entrée du parc est remarquable ; elle a été réalisée en 1754 par Nesle, artisan serrurier local[37],[36].
- Fontaine monumentale, place d'Arnouville, inscrite au titre des monuments historiques en 1929[38].

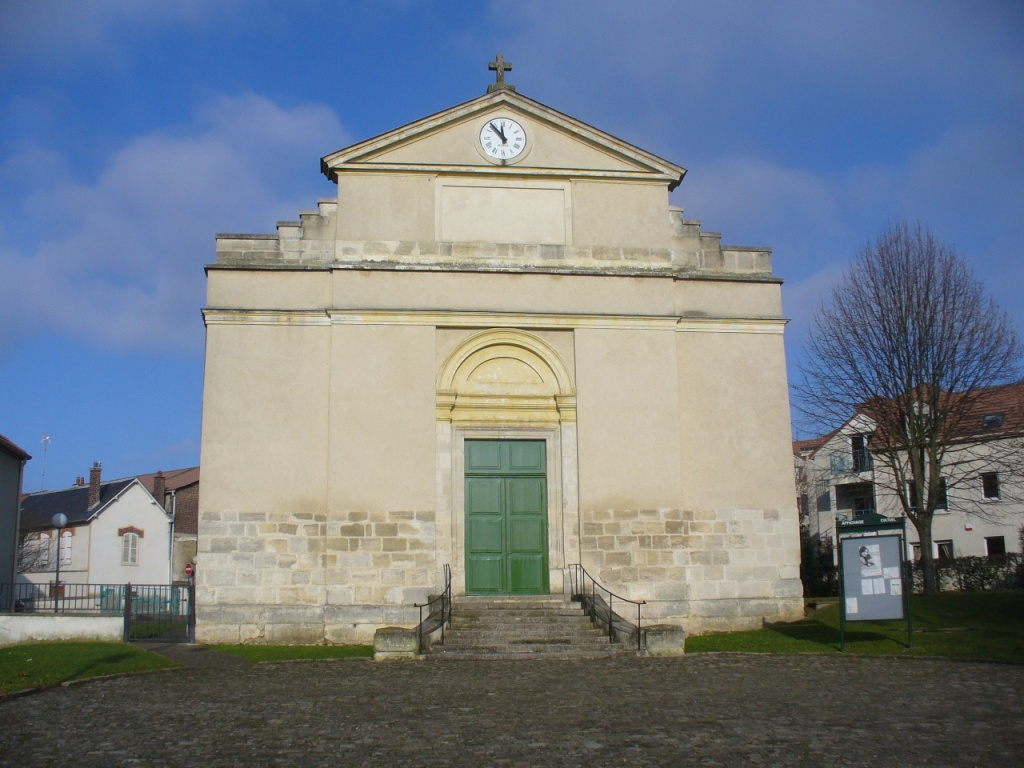
L'église Saint-Denis.
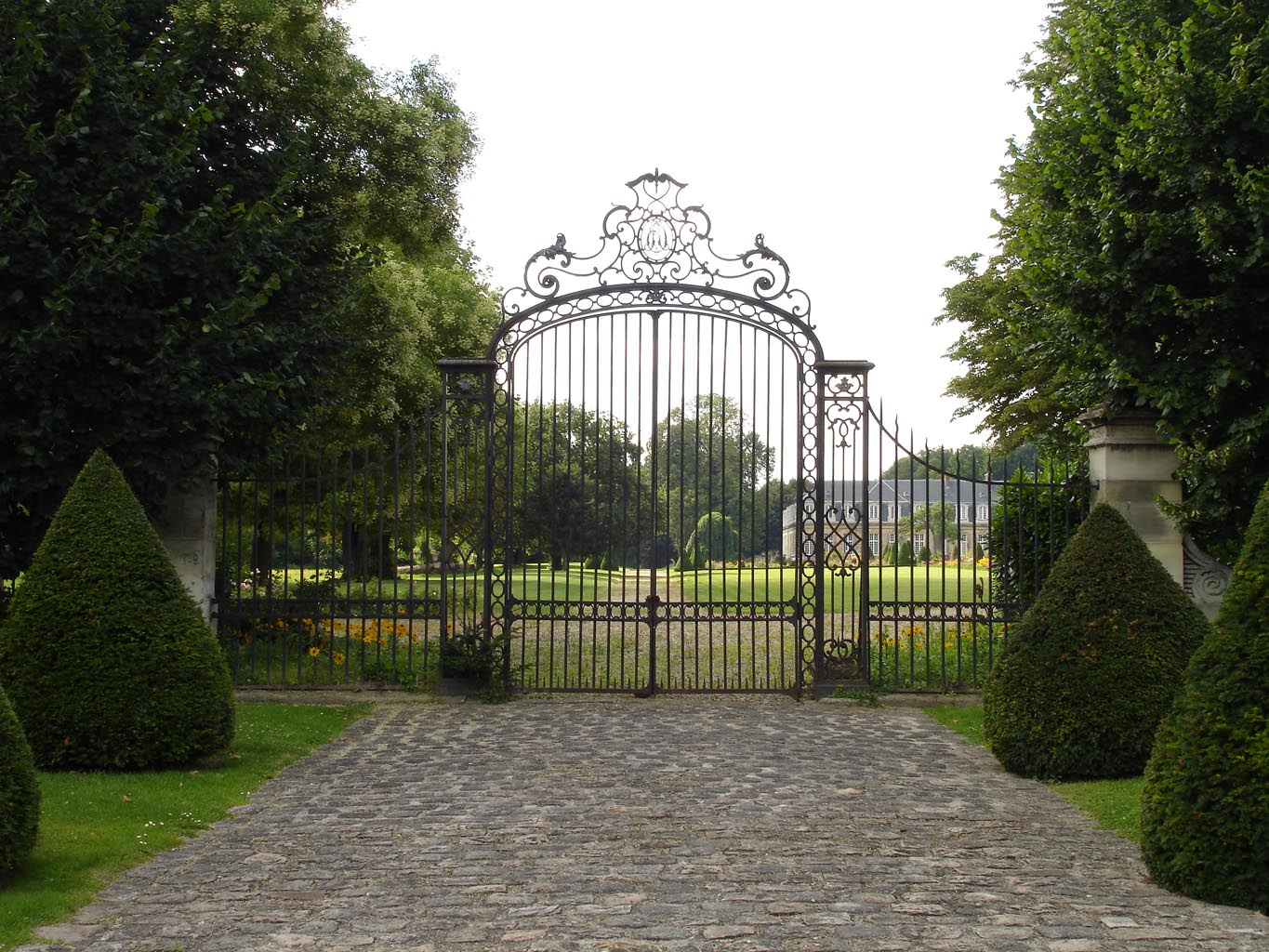
Grille du château.
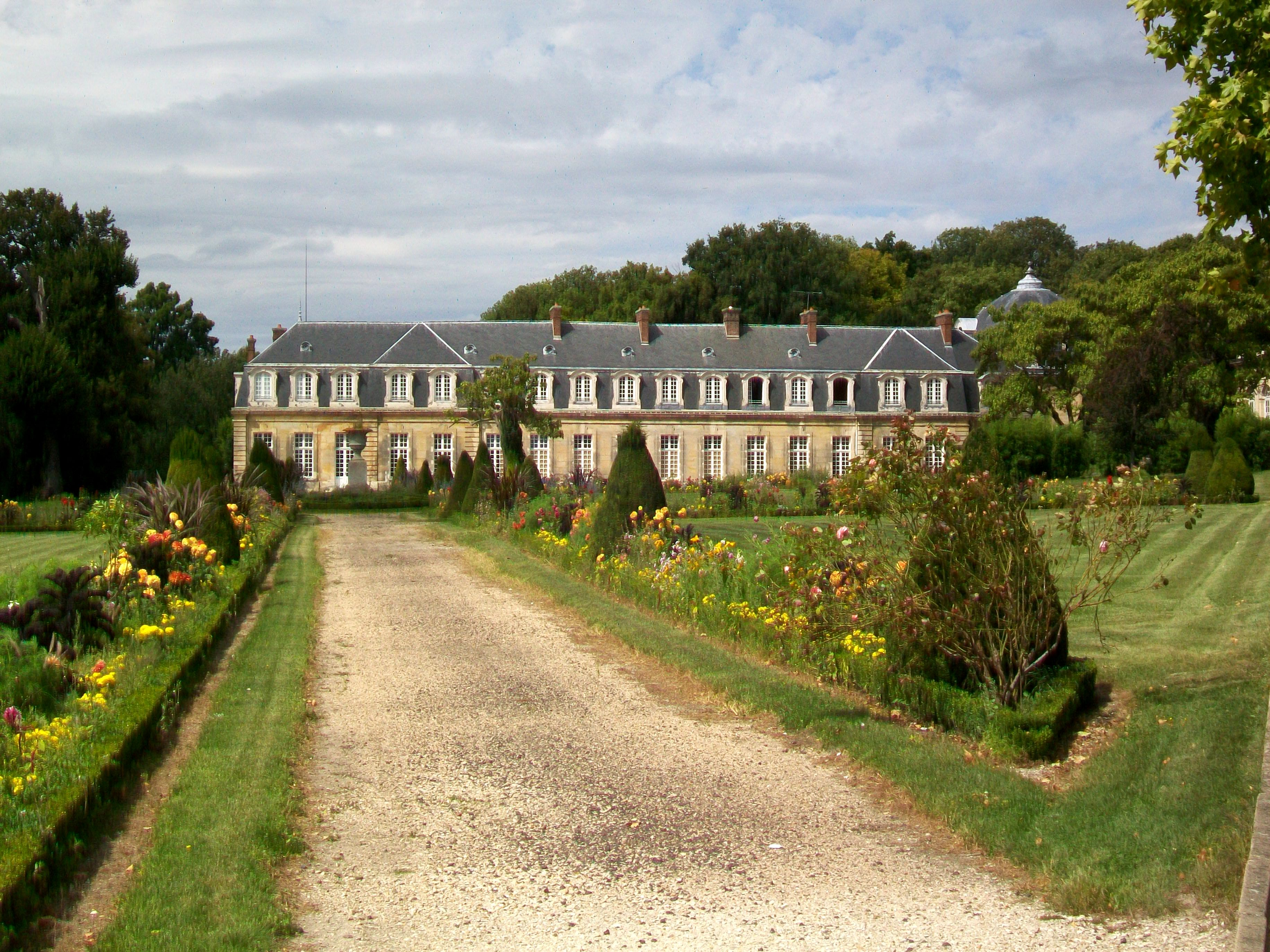
Château d'Arnouville.
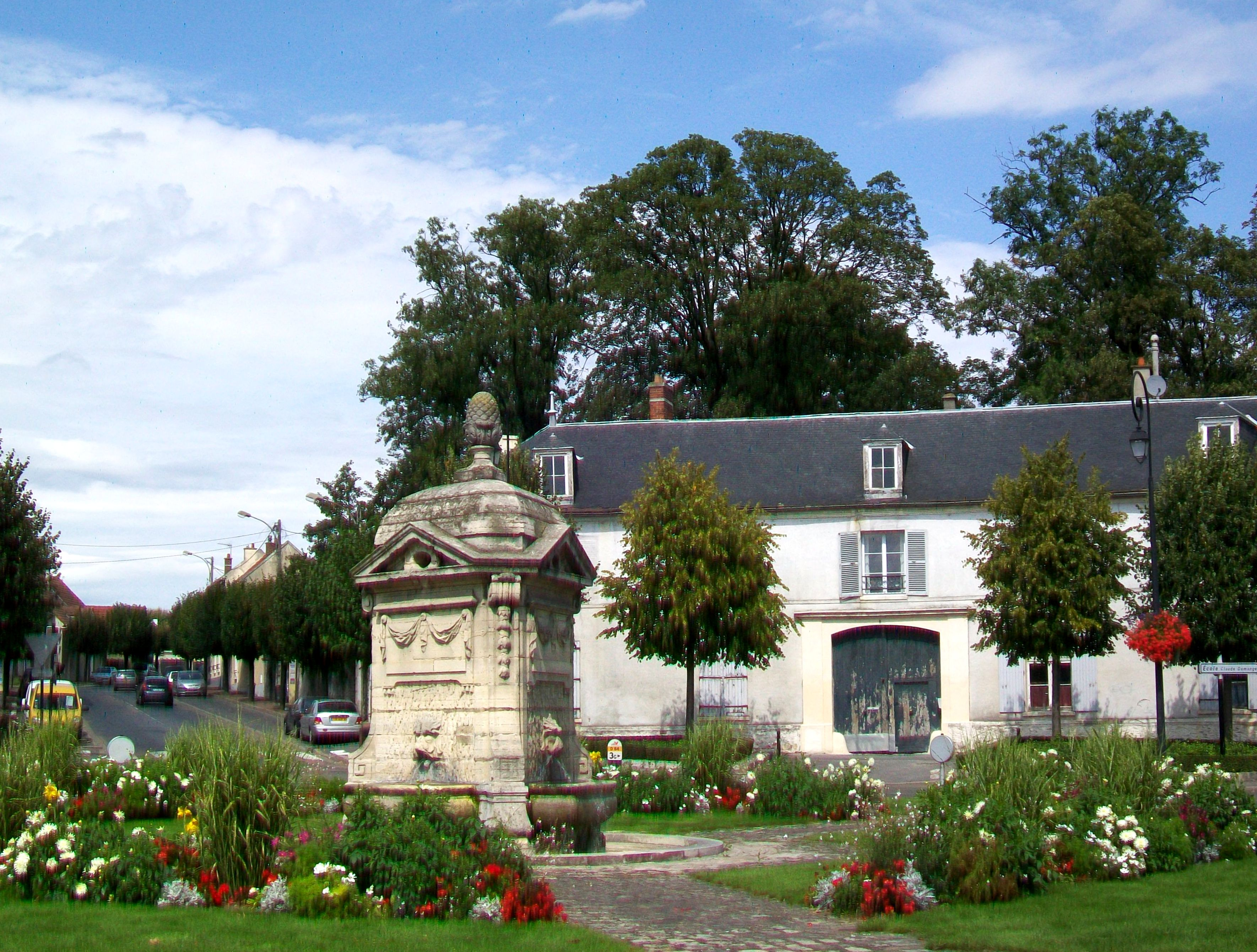
Fontaine monumentale.
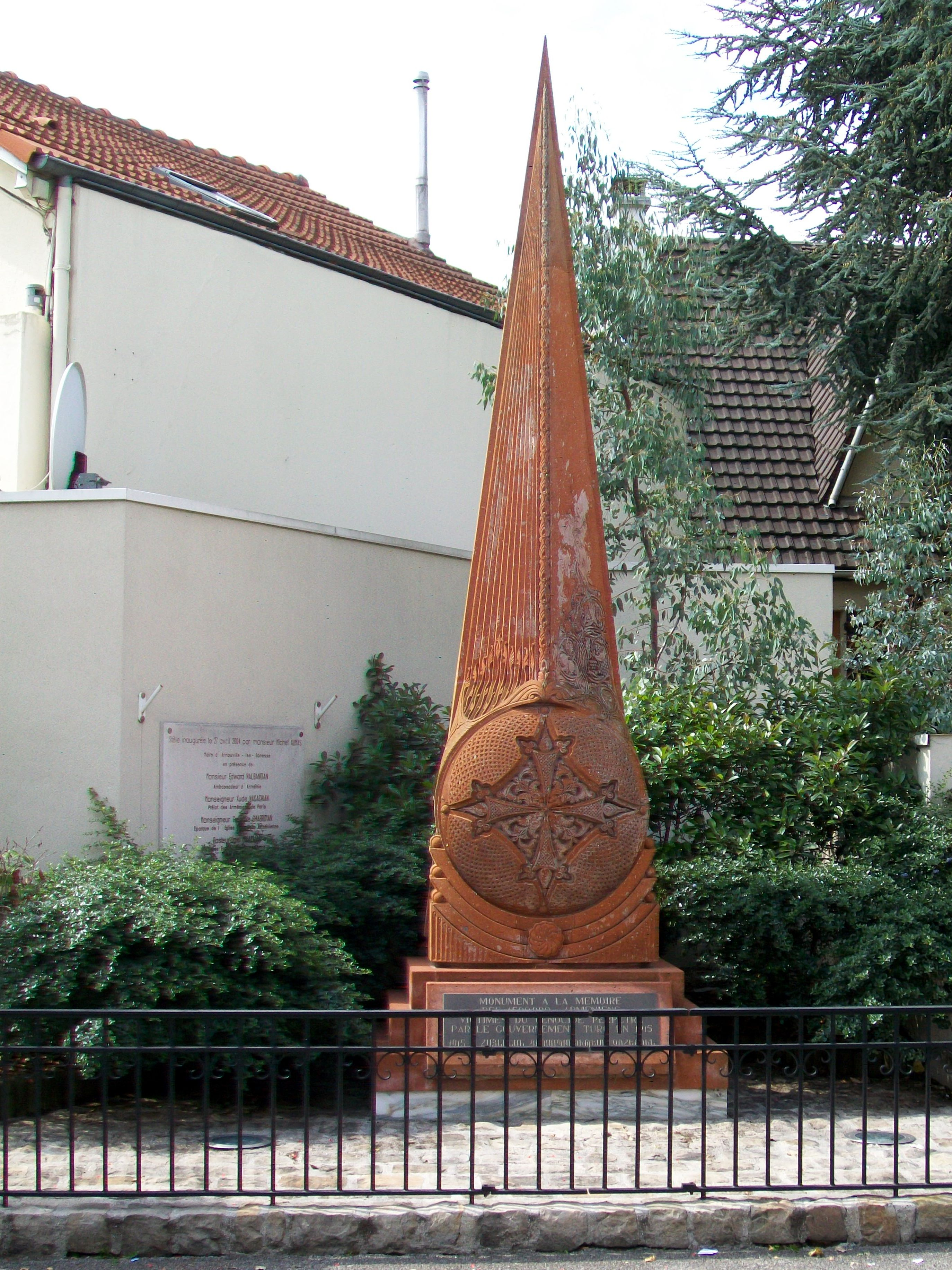
Monument au génocide arménien.

On peut également signaler :
- Grange de la ferme-Cheval, 23 avenue de la République : Aujourd'hui restaurée, cette solide grange du XVIIIe siècle témoigne de l'importance de l'activité agricole à Arnouville avant l'urbanisation intensive du secteur[37].
- Église arménienne catholique Saint-Grégoire-l'Illuminateur, 69 avenue Henri-Barbusse : L'installation d'Arméniens rescapés du génocide arménien sur la commune date de 1922, où ils construisent une petite église en 1927. Elle est bénie par monseigneur Bahaian, évêque d'Ankara, en date du 12 mai 1929[37].
- Église Notre-Dame-de-la-Paix, 16 rue Paul-Bert : C'est la plus grande église d'Arnouville, construite en 1959 dans un style rompant avec l'architecture sacrale conventionnelle. L'édifice est remarquable pour son immense vitrail qui en constitue la façade[37],[39].

- Église arménienne apostolique Sainte-Croix de Varak, 31-33 rue Saint-Just. Elle est construite en 1931. Dans la cour de l'église, un khatchkar (stèle sculptée ornée d'une croix) a été érigé en mémoire des un million cinq mille victimes arméniennes du génocide arménien de 1915.
- Église Saint-Jean-Apôtre-des-Chaldéens, inaugurée en 2016[40],[41].

- Monument au génocide arménien, rue Jean-Jaurès : La stèle inspirée de l'art traditionnel arménien : un khatchkar a été inauguré en 2004.
- Monument aux morts, conçu par Ferdinand Berthelot et inauguré en 1923[42].
- Cimetière d'Arnouville.

### Personnalités liées à la commune
- Jean-Baptiste de Machault d'Arnouville (1701-1794), contrôleur général des finances de Louis XV (1745-1754), puis secrétaire d'État de la Marine (1754) et garde des sceaux de France (1750) ;
- Pierre-Charles Duvivier (1728-1803),  homme politique, député du tiers état aux États généraux de 1789 ;
- Louis de Machault d'Arnouville (1737-1820) est un prélat français, évêque d'Amiens de 1774 à 1802 ;
- Armand de Machault d'Arnouville (1739-1827), dit le « comte d'Arnouville » (avant 1773) puis le « comte de Machault » (après 1773), est un militaire français ;
- Charles de Machault d'Arnouville (1747-1830), dit le « chevalier de Machault » (avant 1773), puis le « comte d'Arnouville » (1773-1830), militaire français ;
- Napoléon Bessières (1802-1856), 2e duc d'Istrie, homme politique français du XIXe siècle ;
- Jacques Martial Deveaux (1825-1916), graveur français, est décédé à Arnouville ;
- Patricia Demilly, née Marchand à Arnouville-lès-Gonesse (°1959 - ), athlète de demi-fond, double championne de France du 1 500 mètres et trois fois médaillée par équipe aux championnats du monde de cross-country.

### Héraldique
|  | Les armes d'Arnouville se blasonnent ainsi : - d'argent aux trois têtes de corbeaux de sable arrachées de gueules (qui sont de Machault). Il s'agit des armes de la famille de Machault, seigneurs d'Arnouville. |